# Delaware School for the Deaf
Delaware School for the Deaf, dont le nom est couramment abrégé en DSD, est une école pour sourds, située à Newark, en Delaware, aux États-Unis. Elle a été fondée en 1929. 